# ADE-класифікація

Однониткові діаграми Динкіна класифікують різні математичні об'єкти.

{\displaystyle ADE}-класифікація — повний список однониткових діаграм Динкіна — діаграм, в яких відсутні кратні ребра, що відповідає простим кореням в системі коренів, що створює кути {\displaystyle \pi /2} (відсутність ребра між вершинами) або {\displaystyle 2\pi /3} (одиночне ребро між вершинами). Список складається з:
{\displaystyle A_{n},\,D_{n},\,E_{6},\,E_{7},\,E_{8}}.
Список містить дві з чотирьох родин діаграм Динкіна (не входять {\displaystyle B_{n}} і {\displaystyle C_{n}}) і три з п'яти виняткових діаграм Динкіна (не входять {\displaystyle F_{4}} і {\displaystyle G_{2}}).
Список не є надмірним, якщо прийняти {\displaystyle n\geqslant 4} для {\displaystyle D_{n}}. Якщо розширити родини, то виходять виняткові ізоморфізми [en]
{\displaystyle D_{3}\cong A_{3},E_{4}\cong A_{4},E_{5}\cong D_{5},}
і відповідні ізоморфізми об'єктів, що класифікуються.
Питання про створення спільного початку такої класифікації (а не виявлення паралелей досвідним шляхом) був поставлений Арнольдом в доповіді «Проблеми сучасної математики».
Класи {\displaystyle A}, {\displaystyle D}, {\displaystyle E} включають також однониткові скінченні групи Коксетера з тими ж діаграмами — в цьому випадку діаграми Динкіна в точності збігаються з діаграмами Коксетера, оскільки немає кратних ребер.